# A Whole New World
Singles de Lea Salonga et Brad Kane
Happy End in Agrabah
A Whole New World (Ce rêve bleu en France ou Un nouveau monde au Québec) est une chanson américaine de Lea Salonga et Brad Kane composée par Alan Menken et Tim Rice, extraite de la bande originale du film Aladdin et sortie en 1992. Cette version ne rentre pas dans les hit-parades, à la différence de la version de Peabo Bryson et Regina Belle, qui se classe no 1 au Billboard Hot 100 et au Hot Adult Contemporary Tracks puis reçoit le Golden Globe de la meilleure chanson originale et l'Oscar de la meilleure chanson originale en 1993 puis le Grammy Award de la chanson de l'année en 1994. Devenue un standard, A Whole New World est reprise par James Galway et Patricia Paay puis traduite dans de nombreuses langues, sans toutefois rencontrer le succès. Elle fut également reprise en 2004 par Jessica Simpson et Nick Lachey lors de la réédition du film en double DVD collector.

## Récompenses
- 1993 : Golden Globe de la meilleure chanson originale pour Alan Menken et Tim Rice ;
- 1993 : Oscar de la meilleure chanson originale pour Alan Menken et Tim Rice ;
- 1994 : Grammy Award de la chanson de l'année pour Alan Menken et Tim Rice (partagé avec Peabo Bryson et Regina Belle).

## Versions
Singles de Peabo Bryson et Regina Belle
Prince Ali Jafar's Hour
Cette chanson apparaît dans le film lorsque Aladdin, déguisé en prince Ali Ababwa, tente de séduire la princesse Jasmine sur son balcon. Aladdin montre son tapis volant à la princesse et lui propose de sortir du palais et de voir le monde. La princesse accepte. Sur le tapis volant, les deux personnages volent au-dessus des nuages et voient plusieurs monuments, comme les pyramides d'Égypte et le Sphinx, ainsi que les temples de la Grèce antique. Ils terminent leur voyage sur le palais impérial chinois.
Elle a été enregistrée en anglais par
- Brad Kane et Lea Salonga
- Peabo Bryson et Regina Belle (version alternative)
- 2 Grand
- Stellar Kart
- Peabo Bryson
- Peabo Bryson et Kumi Koda
- The Conglomerate (instrumental)
- LMNT
- Charice Pempengco et Kyuhyun
- Katie Price et Peter Andre
- Ruben Studdard
- Sweetbox
- Luther Vandross et Vanessa L. Williams
- Zayn Malik et Zhavia Ward (live-action)

### Internationales
- Sami Aarva et Ulla Hakola (en finnois : Se on kuin yö)
- Koit Toome et Hedvig Hanson (en estonien : See maailm uus)
- Luís Alves et Sofia Escobar (en portugais : Um mundo ideal)
- BoA avec Xiah Junsu
- Bart Bosch et Laura Vlasblom (en néerlandais : Een nieuw begin)
- Joseph Carrasso Jr. et Kika Tristão (en portugais : Um mundo ideal)
- Wakin Chau et Sarah Chen (en mandarin : Píng shuǐ xiāng féng)
- Paolo Domingo et Karine Costa (en français : Ce rêve bleu)
- Peter Fessler et Sabine Hettlich (en allemand : Ein Traum wird wahr)
- Luke Hedin et Paula Thompson (en japonais : Atarashii sekai)
- Peter Jöback et Myrra Malmberg (en suédois : En helt ny värld)
- Joël Legendre et Martine Chevrier (en français : Un nouveau monde)
- Joël Legendre et Brigitte Boisjoli (en français : Un nouveau monde)
- Hiba Tawaji et Julien Alluguette (en français : Un nouveau monde)
- Daniel Lévi et Karine Costa (en français : Ce rêve bleu)
- Joyce Jonathan et Olympe (en français : Ce rêve bleu)
- Hiba Tawaji et Julien Alluguette (en français : Ce rêve bleu)
- Thongchai McIntyre et Saowalak Leelabutr (en thaïlandais : Loke mai suay ngarm)
- Fukui Mai
- Rama Mesinger et Alon Ophir (en hébreu : Olam hadash)
- Ricardo Montaner et Michelle (en espagnol : Un mundo ideal)
- Gyeongju Nam et Jeonghwa Yi (en coréen : Aleumdaun sesang)
- Sonu Nigam (en hindi : Sapno ka jahan)
- Louise Norby et Søren Launbjerg (en danois : Et helt nyt liv)
- Jessica Simpson et Nick Lachey : A Whole New World (2004 Version)
- Anna Tatangelo et Gigi D'Alessio (en italien : Il mondo è mio)
- Paweł Tucholski et Katarzyna Skrzynecka (en polonais : Wspaniały świat)
- Miller Zoltán et Janza Kata (en hongrois : Egy új élmény)
- Nanang Niskala et Beatrix Renita (en Indonésien : Seluruh dunia)
- Ziad El-Charif et Noha Qais (en arabe : لدنيا فوق (li donia fawq))
- Hicham Nour et Nahla El-Malawani (en dialecte égyptien de l'arabe: دي دنيا فوق (di donia foo'))

## Classements

### Classements hebdomadaires
| Classement (1992–1993)                        | Meilleure place atteinte |
| --------------------------------------------- | ------------------------ |
| Australie (ARIA)                              | 10                       |
| Belgique (Ultratop 50 Flanders)               | 14                       |
| Canada Top Singles (RPM)                      | 6                        |
| Canada Adult Contemporary (RPM)               | 1                        |
| Allemagne (Official German Charts)            | 70                       |
| Islande (Íslenski Listinn Topp 40)            | 2                        |
| Irlande (IRMA)                                | 11                       |
| Pays-Bas (Dutch Top 40)                       | 18                       |
| Pays-Bas (Single Top 100)                     | 14                       |
| Nouvelle-Zélande (Recorded Music NZ)          | 8                        |
| Royaume-Uni Singles (Official Charts Company) | 12                       |
| États-Unis Billboard Hot 100                  | 1                        |
| États-Unis Adult Contemporary (Billboard)     | 1                        |
| États-Unis Hot R&B/Hip-Hop Songs (Billboard)  | 21                       |
| États-Unis Mainstream Top 40 (Billboard)      | 1                        |
| États-Unis Rhythmic (Billboard)               | 18                       |

### Classements de fin d'année
| Classement (1993)               | Position |
| ------------------------------- | -------- |
| Australie (ARIA)                | 50       |
| Canada Top Singles (RPM)        | 56       |
| Canada Adult Contemporary (RPM) | 6        |
| États-Unis (Recorded Music NZ)  | 37       |
| États-Unis Billboard Hot 100    | 18       |